# Estádio Bichinho Vieira

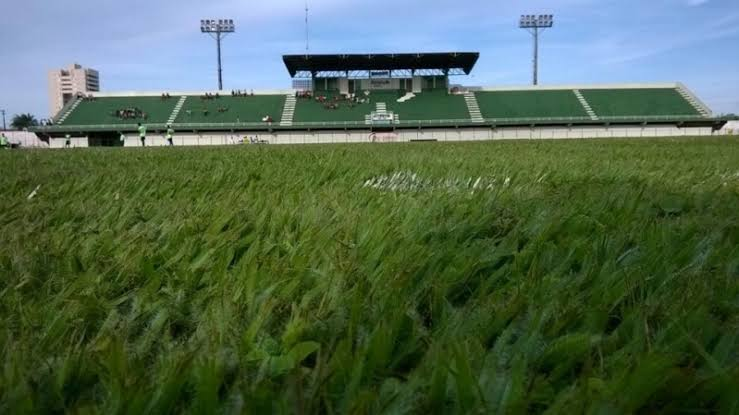

O Estádio Bichinho Vieira é um estádio de futebol localizado no município de Quirinópolis, no estado de Goiás, tem capacidade para 7 000 pessoas e pertence à Prefeitura Municipal.